# World Team Cup 2003
La World Team Cup 2003 est la 26e édition de l'épreuve. Huit pays participent à la phase finale. Le tournoi, qui commence le 19 mai 2003 au Rochusclub, se déroule à Düsseldorf, en Allemagne .

## Faits marquants
- Le Chili remporte sa 1re World Team Cup face à la République tchèque.
- C'est la 8e finale de la République tchèque, pour seulement 2 titres.

## Matchs de poule
L'équipe en tête de chaque poule se voit qualifiée pour la finale.

### Groupe Bleu
| Tchéquie - Radek Štěpánek - Jiří Novák | Australie - Wayne Arthurs - Lleyton Hewitt - Mark Philippoussis - Todd Reid | États-Unis - James Blake - Todd Martin - Mardy Fish | Espagne - Àlex Corretja - Fernando Vicente - Carlos Moyà |

#### Classements
| #   | Équipe victorieuse | Adversaire | Score |
| 1er | Tchéquie           | Australie  | 2 - 1 |
| 2e  | États-Unis         | Espagne    | 2 - 1 |
| 3e  | Tchéquie           | Espagne    | 2 - 1 |
| 4e  | Australie          | États-Unis | 3 - 0 |
| 5e  | Tchéquie           | États-Unis | 2 - 1 |
| 6e  | Espagne            | Australie  | 2 - 1 |

| #   | Pays       | Points | Matchs | Sets    |
| --- | ---------- | ------ | ------ | ------- |
| 1re | Tchéquie   | 3 - 0  | 6 - 3  | 13 - 8  |
| 2e  | Australie  | 1 - 2  | 5 - 4  | 11 - 9  |
| 3e  | Espagne    | 1 - 2  | 4 - 5  | 10 - 11 |
| 4e  | États-Unis | 1 - 2  | 3 - 6  | 7 - 13  |

#### Matchs détaillés
|  | Équipe 1           | Score | Équipe 2  |  |
|  | République Tchèque | 2 – 1 | Australie |  |

| Ordre des matchs | Joueurs          | Points au premier set | Points au second set | Points au troisième set |
| ---------------- | ---------------- | --------------------- | -------------------- | ----------------------- |
| 1                | Radek Štěpánek   | 7                     | 6                    |                         |
| 1                | Wayne Arthurs    | 61                    | 3                    |                         |
|                  |                  |                       |                      |                         |
| 2                | Jiří Novák       | 3                     | 2                    |                         |
| 2                | Lleyton Hewitt   | 6                     | 6                    |                         |
|                  |                  |                       |                      |                         |
| 3                | Štěpánek - Novák | 6                     | 6                    |                         |
| 3                | Arthurs - Hewitt | 4                     | 4                    |                         |

|  | Équipe 1   | Score | Équipe 2 |  |
|  | États-Unis | 2 – 1 | Espagne  |  |

| Ordre des matchs | Joueurs            | Points au premier set | Points au second set | Points au troisième set |
| ---------------- | ------------------ | --------------------- | -------------------- | ----------------------- |
| 1                | James Blake        | 62                    | 5                    |                         |
| 1                | Carlos Moyà        | 7                     | 7                    |                         |
|                  |                    |                       |                      |                         |
| 2                | Todd Martin        | 6                     | 6                    |                         |
| 2                | Àlex Corretja      | 3                     | 4                    |                         |
|                  |                    |                       |                      |                         |
| 3                | Blake - Fish       | 6                     | 7                    |                         |
| 3                | Corretja - Vicente | 2                     | 69                   |                         |

|  | Équipe 1           | Score | Équipe 2 |  |
|  | République Tchèque | 2 – 1 | Espagne  |  |

| Ordre des matchs | Joueurs            | Points au premier set | Points au second set | Points au troisième set |
| ---------------- | ------------------ | --------------------- | -------------------- | ----------------------- |
| 1                | Jiří Novák         | 4                     | 7                    | 6                       |
| 1                | Carlos Moyà        | 6                     | 65                   | 2                       |
|                  |                    |                       |                      |                         |
| 2                | Radek Štěpánek     | 4                     | 4                    |                         |
| 2                | Àlex Corretja      | 6                     | 6                    |                         |
|                  |                    |                       |                      |                         |
| 3                | Štěpánek - Novák   | 6                     | 6                    |                         |
| 3                | Corretja - Vicente | 3                     | 4                    |                         |

|  | Équipe 1  | Score | Équipe 2   |  |
|  | Australie | 3 – 0 | États-Unis |  |

| Ordre des matchs | Joueurs          | Points au premier set | Points au second set | Points au troisième set |
| ---------------- | ---------------- | --------------------- | -------------------- | ----------------------- |
| 1                | Lleyton Hewitt   | 6                     | 6                    |                         |
| 1                | James Blake      | 3                     | 3                    |                         |
|                  |                  |                       |                      |                         |
| 2                | Wayne Arthurs    | 7                     | 7                    |                         |
| 2                | Todd Martin      | 64                    | 5                    |                         |
|                  |                  |                       |                      |                         |
| 3 (sans enjeu)   | Arthurs - Hewitt | 6                     | 6                    |                         |
| 3 (sans enjeu)   | Blake - Fish     | 4                     | 2                    |                         |

|  | Équipe 1           | Score | Équipe 2   |  |
|  | République Tchèque | 2 – 1 | États-Unis |  |

| Ordre des matchs | Joueurs          | Points au premier set | Points au second set | Points au troisième set |
| ---------------- | ---------------- | --------------------- | -------------------- | ----------------------- |
| 1                | Radek Štěpánek   | 6                     | 7                    |                         |
| 1                | Todd Martin      | 2                     | 5                    |                         |
|                  |                  |                       |                      |                         |
| 2                | Jiří Novák       | 5                     | 6                    | 3                       |
| 2                | James Blake      | 7                     | 4                    | 6                       |
|                  |                  |                       |                      |                         |
| 3                | Štěpánek - Novák | 6                     | 4                    | 6                       |
| 3                | Blake - Fish     | 3                     | 6                    | 1                       |

|  | Équipe 1 | Score | Équipe 2  |  |
|  | Espagne  | 2 – 1 | Australie |  |

| Ordre des matchs | Joueurs              | Points au premier set | Points au second set | Points au troisième set |
| ---------------- | -------------------- | --------------------- | -------------------- | ----------------------- |
| 1                | Carlos Moyà          | 2                     | 6                    | 3                       |
| 1                | Lleyton Hewitt       | 6                     | 3                    | 6                       |
|                  |                      |                       |                      |                         |
| 2                | Àlex Corretja        | 3                     | 7                    | 7                       |
| 2                | Wayne Arthurs        | 6                     | 5                    | 5                       |
|                  |                      |                       |                      |                         |
| 3                | Corretja - Vicente   | 6                     | 6                    |                         |
| 3                | Philippoussis - Reid | 1                     | 1                    |                         |

### Groupe Rouge
| Argentine - David Nalbandian - Gastón Gaudio - Lucas Arnold Ker | Suède - Magnus Norman - Thomas Enqvist - Jonas Björkman | Chili - Marcelo Ríos - Fernando González - Nicolás Massú | Allemagne - Rainer Schüttler - Lars Burgsmüller - Tomas Behrend - Michael Kohlmann |

#### Classements
| #   | Équipe victorieuse | Adversaire | Score |
| 1er | Argentine          | Suède      | 3 - 0 |
| 2e  | Chili              | Allemagne  | 2 - 1 |
| 3e  | Argentine          | Allemagne  | 3 - 0 |
| 4e  | Chili              | Suède      | 3 - 0 |
| 5e  | Allemagne          | Suède      | 3 - 0 |
| 6e  | Chili              | Argentine  | 3 - 0 |

| #   | Pays      | Points | Matchs | Sets   |
| --- | --------- | ------ | ------ | ------ |
| 1re | Chili     | 3 - 0  | 8 - 1  | 17 - 3 |
| 2e  | Argentine | 2 - 1  | 3 - 6  | 12 - 9 |
| 3e  | Allemagne | 1 - 2  | 4 - 5  | 9 - 13 |
| 4e  | Suède     | 0 - 3  | 0 - 9  | 4 - 17 |

#### Matchs détaillés
|  | Équipe 1  | Score | Équipe 2 |  |
|  | Argentine | 3 – 0 | Suède    |  |

| Ordre des matchs | Joueurs                 | Points au premier set | Points au second set | Points au troisième set |
| ---------------- | ----------------------- | --------------------- | -------------------- | ----------------------- |
| 1                | David Nalbandian        | 6                     | 6                    |                         |
| 1                | Jonas Björkman          | 2                     | 2                    |                         |
|                  |                         |                       |                      |                         |
| 2                | Gastón Gaudio           | 4                     | 6                    | 7                       |
| 2                | Thomas Enqvist          | 6                     | 4                    | 64                      |
|                  |                         |                       |                      |                         |
| 3 (sans enjeu)   | Arnold Ker - Nalbandian | 62                    | 7                    | 6                       |
| 3 (sans enjeu)   | Björkman - Enqvist      | 7                     | 64                   | 2                       |

|  | Équipe 1 | Score | Équipe 2  |  |
|  | Chili    | 2 – 1 | Allemagne |  |

| Ordre des matchs | Joueurs            | Points au premier set | Points au second set | Points au troisième set |
| ---------------- | ------------------ | --------------------- | -------------------- | ----------------------- |
| 1                | Fernando González  | 6                     | 7                    |                         |
| 1                | Lars Burgsmüller   | 4                     | 64                   |                         |
|                  |                    |                       |                      |                         |
| 2                | Marcelo Ríos       | 6                     | 5                    | 62                      |
| 2                | Tomas Behrend      | 3                     | 7                    | 7                       |
|                  |                    |                       |                      |                         |
| 3                | González - Massú   | 1                     | 6                    | 6                       |
| 3                | Kohlmann - Behrend | 6                     | 2                    | 0                       |

|  | Équipe 1  | Score | Équipe 2  |  |
|  | Argentine | 3 – 0 | Allemagne |  |

| Ordre des matchs | Joueurs                 | Points au premier set | Points au second set | Points au troisième set |
| ---------------- | ----------------------- | --------------------- | -------------------- | ----------------------- |
| 1                | David Nalbandian        | 6                     | 7                    |                         |
| 1                | Rainer Schüttler        | 4                     | 5                    |                         |
|                  |                         |                       |                      |                         |
| 2                | Gastón Gaudio           | 6                     | 6                    |                         |
| 2                | Tomas Behrend           | 2                     | 4                    |                         |
|                  |                         |                       |                      |                         |
| 3 (sans enjeu)   | Arnold Ker - Nalbandian | 6                     | 0                    | 6                       |
| 3 (sans enjeu)   | Burgsmüller - Schüttler | 2                     | 6                    | 2                       |

|  | Équipe 1 | Score | Équipe 2 |  |
|  | Chili    | 3 – 0 | Suède    |  |

| Ordre des matchs | Joueurs            | Points au premier set | Points au second set | Points au troisième set |
| ---------------- | ------------------ | --------------------- | -------------------- | ----------------------- |
| 1                | Nicolás Massú      | 6                     | 6                    |                         |
| 1                | Thomas Enqvist     | 2                     | 3                    |                         |
|                  |                    |                       |                      |                         |
| 2                | Fernando González  | 6                     | 6                    |                         |
| 2                | Magnus Norman      | 2                     | 3                    |                         |
|                  |                    |                       |                      |                         |
| 3 (sans enjeu)   | González - Massú   | 6                     | 6                    |                         |
| 3 (sans enjeu)   | Björkman - Enqvist | 4                     | 2                    |                         |

|  | Équipe 1  | Score | Équipe 2 |  |
|  | Allemagne | 3 – 0 | Suède    |  |

| Ordre des matchs | Joueurs            | Points au premier set | Points au second set | Points au troisième set |
| ---------------- | ------------------ | --------------------- | -------------------- | ----------------------- |
| 1                | Rainer Schüttler   | 6                     | 6                    |                         |
| 1                | Magnus Norman      | 1                     | 3                    |                         |
|                  |                    |                       |                      |                         |
| 2                | Lars Burgsmüller   | 5                     | 6                    | 6                       |
| 2                | Thomas Enqvist     | 7                     | 4                    | 4                       |
|                  |                    |                       |                      |                         |
| 3 (sans enjeu)   | Behrend - Kohlmann | 65                    | 5                    |                         |
| 3 (sans enjeu)   | Björkman - Enqvist | 7                     | 0                    | ab.                     |

|  | Équipe 1 | Score | Équipe 2  |  |
|  | Chili    | 3 – 0 | Argentine |  |

| Ordre des matchs | Joueurs                 | Points au premier set | Points au second set | Points au troisième set |
| ---------------- | ----------------------- | --------------------- | -------------------- | ----------------------- |
| 1                | Marcelo Ríos            | 6                     | 6                    |                         |
| 1                | Gastón Gaudio           | 3                     | 3                    |                         |
|                  |                         |                       |                      |                         |
| 2                | Fernando González       | 6                     | 7                    |                         |
| 2                | David Nalbandian        | 4                     | 5                    |                         |
|                  |                         |                       |                      |                         |
| 3 (sans enjeu)   | González - Massú        | 6                     | 1                    |                         |
| 3 (sans enjeu)   | Arnold Ker - Nalbandian | 3                     | 0                    | ab.                     |

## Finale
La finale de la World Team Cup 2003 se joue entre le Chili et la République tchèque.
|  | Équipe 1 | Score | Équipe 2           |  |
|  | Chili    | 2 – 1 | République tchèque |  |